# اشاق قلعه
اشاق قلعه، روستایی از توابع بخش جوکار شهرستان ملایر در استان همدان ایران است.

## نام
نام این روستا از دو واژه اشاق و قلعه تشکیل شده است، اشاق در زبان ترکی به معنای غلام بچه است.

## جمعیت
این روستا در دهستان ترک غربی قرار دارد و براساس سرشماری مرکز آمار ایران در سال ۱۳۸۵، جمعیت آن ۱۴۸ نفر (۴۳خانوار) بوده‌است.